# Boysun
Boysun (également orthographié Baïssoun, ou en anglais Baysun, Bajsun ou Baisun) est un district et sa ville chef-lieu en Ouzbékistan, dans la province de Sourkhan-Daria au sud-ouest des monts Hissar. La ville comprend 26 168 habitants et le district environ 82 000 habitants. 
« L’espace culturel du district de Boysun » a été originellement proclamé en 2001 puis inscrit en 2008 par l'UNESCO sur la liste représentative du patrimoine culturel immatériel de l’humanité.

## Patrimoine matériel
L'Ouzbékistan a soumis en 2008 un dossier en vue de l’inscription au patrimoine mondial de Boysun comme « bien mixte », c'est-à-dire à la fois culturel et naturel, comprenant les sites archéologiques de Teshik-Tash, Kushan wall et Kurganzol, les villages kichlaks et les paysages, la faune et la flore des montagnes du sud de l'Ouzbékistan.

## Patrimoine immatériel
Le district de Boysun est l'une des plus anciennes régions habitées d’Asie centrale, sur la route de la soie reliant l'Asie mineure à l'Inde. À la suite du déclin de la route de la soie et à cause des bouleversements politiques en Asie centrale, l'isolement de la région a favorisé la préservation de traditions anciennes, empreintes de chamanisme, de zoroastrisme, de bouddhisme et d'islam.
Un rituel de semailles avec offrandes de nourriture se déroule la veille de Nowrouz, la fête du printemps des peuples iraniens. 
Des rites familiaux persistent également comme l'éloignement des mauvais esprits par le feu et la cendre quarante jours après une naissance ou la circoncision des garçons qui est l’occasion de combats de chèvres et de divers jeux, comme la lutte ou les courses de chevaux.
Un rituel soufi nommé djahar est utilisé pour guérir certaines maladies mentales.
Les akyns, conteurs traditionnels d'Asie centrale, permettent de transmettre les chants, danses et légendes locales.